# Jacqueline Burns
Jacqueline Burns (Cookstown, 6 maart 1997)  is een voetbalspeelster uit Noord-Ierland. Ze speelt als doelverdediger voor Bristol City in de FA Women's Super League.

## Clubcarrière
Burns begon haar carrière bij het Noord-Ierse Mid Ulster Ladies F.C.. In 2015 ging ze studeren aan de Carson-Newman University en voetballen voor de Carson-Newman Eagles. In 2019 keerde ze terug in Europa bij het IJslandse ÍB Vestmannaeyja.
Op 24 augustus presenteerde Glentoran W.F.C. Burns als nieuwe aanwinst. Burns keerde daarmee terug in haar geboorteland. 
Op 11 maart 2022 tekende Burns een contract tot het einde van het seizoen 2023 bij het Zweedse BK Häcken. Burns diende dit contract echter niet uit. Op 24 juni 2022 maakte Häcken bekend dat de club en Burns hadden besloten het contract met wederzijdse goedkeuring te ontbinden.
Op 5 augustus 2022 werd Burns door Reading FC gepresenteerd als nieuwe aanwinst. In het seizoen 2022/2023 was Burns afwisselend eerste keepster bij Reading F.C. Aan het einde van dit seizoen degradeerde Burns met de club naar het Championship. In april 2023 liep Burns een zware blessure op waardoor ze haar club niet meer kon helpen aan handhaving in de FA Women's Super League. Op 21 september 2023 tekende Burns een nieuw contract bij Reading F.C. In het seizoen 2024/25 keepte ze met haar club in de Championship. Na afloop van het seizoen 2024/25 verloor Reading FC haar proflicentie, waardoor Burns op zoek ging naar een nieuwe club. Deze vond ze in het naar de Championship gedegradeerde Bristol City.

## Statistieken
| Seizoen    | Club         | Land     | Competitie              | Wedstrijden | Doelpunten |
| ---------- | ------------ | -------- | ----------------------- | ----------- | ---------- |
| 2022       | BK Häcken    | Zweden   | Damallsvenskan          | 2           | 0          |
| 2022-2024  | Reading F.C. | Engeland | FA Women's Super League | 14          | 0          |
| 2024-heden | Bristol City | Engeland | FA Women's Championship | 0           | 0          |
| Totaal     | Totaal       | Totaal   | Totaal                  | 16          | 0          |

Laatste update: 8 augustus 2024

## Interlandcarrière
Jacqueline Burns maakte haar debuut voor het Noord-Ierse nationale team op 3 juli 2013 in een 3-0 nederlaag tegen Nederland.
Burns maakte ook deel uit van de selectie van Noord-Ierland in de kwalificatiereeks voor het WK 2019. 
In 2022 wist Noord-Ierland zich voor het eerst in de historie te plaatsen voor een eindtoernooi. Burns werd opgenomen in de selectie voor dit EK 2022 in Engeland. Met Noord-Ierland wist Burns niet voorbij de groepsfase te geraken na drie nederlagen. Burns kwam in alle drie de wedstrijden in actie.